# Delegati dalla Pennsylvania al Congresso degli Stati Uniti d'America

Mappa dei distretti dal 2023

Sin dall'ammissione all'Unione come stato, avvenuta nel 1787, la Pennsylvania è rappresentata al Congresso degli Stati Uniti da una delegazione al Senato e alla Camera dei rappresentanti. Ogni stato elegge due senatori con mandati di sei anni, a prescindere dalla popolazione dello stato; quelli della Pennsylvania appartengono alle classi 1 e 3. Elegge inoltre un numero di rappresentanti alla Camera in numero proporzionale alla popolazione, ogni due anni; è attualmente rappresentato alla Camera dei rappresentanti da 17 delegati, eletti in distretti uninominali con il sistema first-past-the-post.
Essendo il numero dei rappresentanti proporzionale alla popolazione dello stato, la rappresentanza alla Camera è variata nel corso della storia dello stato, da un minimo di 8 ad un massimo di 36 rappresentanti. L'ultimo censimento del 2020 ha comportato la perdita di un rappresentante, portando il totale a 17, dopo che il censimento del 2010 aveva portato alla perdita di un altro rappresentante.

## Camera dei rappresentanti

### Delegati attuali
La delegazione ha un totale di 17 membri in carica, 10 repubblicani e 7 democratici.
| Distretto | Rappresentante    | Partito      | CPVI (2025) | Inizio mandato   | Mappa del distretto |
| --------- | ----------------- | ------------ | ----------- | ---------------- | ------------------- |
| 1°        | Brian Fitzpatrick | Repubblicano | D+1         | 3 gennaio 2017   |                     |
| 2°        | Brendan Boyle     | Democratico  | D+19        | 3 gennaio 2015   |                     |
| 3°        | Dwight Evans      | Democratico  | D+40        | 14 novembre 2016 |                     |
| 4°        | Madeleine Dean    | Democratico  | D+8         | 3 gennaio 2019   |                     |
| 5°        | Mary Gay Scanlon  | Democratico  | D+15        | 13 novembre 2018 |                     |
| 6°        | Chrissy Houlahan  | Democratico  | D+6         | 3 gennaio 2019   |                     |
| 7°        | Ryan Mackenzie    | Repubblicano | R+1         | 3 gennaio 2025   |                     |
| 8°        | Rob Bresnahan     | Repubblicano | R+3         | 3 gennaio 2025   |                     |
| 9°        | Dan Meuser        | Repubblicano | R+19        | 3 gennaio 2019   |                     |
| 10°       | Scott Perry       | Repubblicano | R+3         | 3 gennaio 2013   |                     |
| 11°       | Lloyd Smucker     | Repubblicano | R+11        | 3 gennaio 2017   |                     |
| 12°       | Summer Lee        | Democratico  | D+10        | 3 gennaio 2023   |                     |
| 13°       | John Joyce        | Repubblicano | R+23        | 3 gennaio 2019   |                     |
| 14°       | Guy Reschenthaler | Repubblicano | R+17        | 3 gennaio 2019   |                     |
| 15°       | Glenn Thompson    | Repubblicano | R+19        | 3 gennaio 2009   |                     |
| 16°       | Mike Kelly        | Repubblicano | R+11        | 3 gennaio 2011   |                     |
| 17°       | Chris Deluzio     | Democratico  | D+3         | 3 gennaio 2023   |                     |

### Delegati del passato alla Camera (dal 1789)

#### 1789 - 1793
| Congresso      |                             |                                 |                         |                           |                           |                             |                          |                            |
| -------------- | --------------------------- | ------------------------------- | ----------------------- | ------------------------- | ------------------------- | --------------------------- | ------------------------ | -------------------------- |
| 1° (1789–1791) | Thomas Fitzsimons (Pro-Amm) | Frederick Muhlenberg (Pro-Amm)  | George Clymer (Pro-Amm) | Daniel Hiester (Anti-Amm) | Thomas Scott (Pro-Amm)    | Peter Muhlenberg (Anti-Amm) | Thomas Hartley (Pro-Amm) | Henry Wynkoop (Pro-Amm)    |
|                | Distretto                   |                                 |                         |                           |                           |                             |                          |                            |
| 2° (1791–1793) | 1º                          | 2º                              | 3º                      | 4º                        | 5º                        | 6º                          | 7º                       | 8º                         |
| 2° (1791–1793) | Thomas Fitzsimons (Pro-Amm) | Frederick Muhlenberg (Anti-Amm) | Israel Jacobs (Pro-Amm) | Daniel Hiester (Anti-Amm) | John W. Kittera (Pro-Amm) | Andrew Gregg (Anti-Amm)     | Thomas Hartley (Pro-Amm) | William Findley (Anti-Amm) |

#### 1793 - 1803
| Congresso      |                               |                                 |                             |                        |                        |                           |                           |                        |                           |                          |                         |                             |                            |                           |
| -------------- | ----------------------------- | ------------------------------- | --------------------------- | ---------------------- | ---------------------- | ------------------------- | ------------------------- | ---------------------- | ------------------------- | ------------------------ | ----------------------- | --------------------------- | -------------------------- | ------------------------- |
| 3° (1793–1795) | William Montgomery (Anti-Amm) | Frederick Muhlenberg (Anti-Amm) | Thomas Fitzsimons (Pro-Amm) | Thomas Scott (Pro-Amm) | Thomas Scott (Pro-Amm) | James Armstrong (Pro-Amm) | Daniel Hiester (Anti-Amm) | John Smilie (Anti-Amm) | John W. Kittera (Pro-Amm) | Thomas Hartley (Pro-Amm) | Andrew Gregg (Anti-Amm) | Peter Muhlenberg (Anti-Amm) | William Findley (Anti-Amm) | William Irvine (Anti-Amm) |
|                | Distretti                     |                                 |                             |                        |                        |                           |                           |                        |                           |                          |                         |                             |                            |                           |
| 4° (1795–1797) | 1º                            | 2º                              | 3º                          | 4º                     | 4º                     | 5º                        | 6º                        | 7º                     | 8º                        | 9º                       | 10º                     | 11º                         | 11º                        | 12º                       |
| 4° (1795–1797) | 1º                            | 2º                              | 3º                          |                        |                        | 5º                        | 6º                        | 7º                     | 8º                        | 9º                       | 10º                     | 11º                         | 11º                        | 12º                       |
| 4° (1795–1797) | John Swanwick (D-R)           | Frederick Muhlenberg (D-R)      | Richard Thomas (F)          | Samuel Sitgreaves (F)  | John Richards (DR)     | Daniel Hiester (D-R)      | Samuel Maclay (D-R)       | John W. Kittera (F)    | Thomas Hartley (F)        | Andrew Gregg (D-R)       | David Bard (D-R)        | William Findley (D-R)       | William Findley (D-R)      | Albert Gallatin (D-R)     |

## Senato degli Stati Uniti d'America
| Senatore di Classe 1      | Congresso                | Senatore di Classe 3      |
| ------------------------- | ------------------------ | ------------------------- |
| William Maclay (Anti-Amm) | 1 (1789–1791)            | Robert Morris (Pro-Amm)   |
| Vacante                   | 2 (1791–1793)            | Robert Morris (Pro-Amm)   |
| Albert Gallatin (D-R)     | 3 (1793–1795)            | Robert Morris (Pro-Amm)   |
| James Ross (Anti-Amm)     | 4 (1795–1797)            | William Bingham (F)       |
| James Ross (Anti-Amm)     | 5 (1797–1799)            | William Bingham (F)       |
| James Ross (Anti-Amm)     | 6 (1799–1801)            | William Bingham (F)       |
| James Ross (Anti-Amm)     | 7 (1801–1803)            | Peter Muhlenberg (D-R)    |
| Samuel Maclay (D-R)       | 8 (1803–1805)            | George Logan (D-R)        |
| Samuel Maclay (D-R)       | 9 (1805–1807)            | George Logan (D-R)        |
| Samuel Maclay (D-R)       | 10 (1807–1809)           | Andrew Gregg (D-R)        |
| Michael Leib (D-R)        | 11 (1809–1811)           | Andrew Gregg (D-R)        |
| Michael Leib (D-R)        | 12 (1811–1813)           | Andrew Gregg (D-R)        |
| Michael Leib (D-R)        | 13 (1813–1815)           | Abner Lacock (D-R)        |
| Jonathan Roberts (D-R)    | 14 (1815–1817)           | Abner Lacock (D-R)        |
| Jonathan Roberts (D-R)    | 15 (1817–1819)           | Abner Lacock (D-R)        |
| Jonathan Roberts (D-R)    | 16 (1819–1821)           | Walter Lowrie (D-R)       |
| William Findlay (D-R)     | 17 (1821–1823)           | Walter Lowrie (D-R)       |
| William Findlay (D-R)     | 18 (1823–1825)           | Walter Lowrie (D-R)       |
| William Findlay (D-R)     | 19 (1825–1827)           | William Marks (RN)        |
| Isaac D. Barnard (D-R)    | 20 (1827–1829)           | William Marks (RN)        |
| Isaac D. Barnard (D-R)    | 21 (1829–1831)           | William Marks (RN)        |
| George M. Dallas (D-R)    | 22 (1831–1833)           | William Wilkins (D-R)     |
| Samuel McKean (D-R)       | 23 (1833–1835)           | James Buchanan (D-R)      |
| Samuel McKean (D-R)       | 24 (1835–1837)           | James Buchanan (D-R)      |
| Samuel McKean (D-R)       | 25 (1837–1839)           | James Buchanan (D-R)      |
| Daniel Sturgeon (D)       | 26 (1839–1841)           | James Buchanan (D-R)      |
| Daniel Sturgeon (D)       | 27 (1841–1843)           | James Buchanan (D-R)      |
| Daniel Sturgeon (D)       | 28 (1843–1845)           | James Buchanan (D-R)      |
| Daniel Sturgeon (D)       | 29 (1845–1847)           | Simon Cameron (D)         |
| Daniel Sturgeon (D)       | 30 (1847–1849)           | Simon Cameron (D)         |
| Daniel Sturgeon (D)       | 31 (1849–1851)           | James Cooper (W)          |
| Richard Brodhead (D)      | 32 (1851–1853)           | James Cooper (W)          |
| Richard Brodhead (D)      | 33 (1853–1855)           | James Cooper (W)          |
| Richard Brodhead (D)      | 34 (1855–1857)           | William Bigler (D)        |
| Simon Cameron (R)         | 35 (1857–1859)           | William Bigler (D)        |
| Simon Cameron (R)         | 36 (1859–1861)           | William Bigler (D)        |
| Simon Cameron (R)         | 37 (1861–1863)           | Edgar Cowan (R)           |
| David Wilmot (R)          | 37 (1861–1863)           | Edgar Cowan (R)           |
| Charles R. Buckalew (D)   | 38 (1863–1865)           | Edgar Cowan (R)           |
| Charles R. Buckalew (D)   | 39 (1865–1867)           | Edgar Cowan (R)           |
| Charles R. Buckalew (D)   | 40 (1867–1869)           | Simon Cameron (R)         |
| John Scott (R)            | 41 (1869–1871)           | Simon Cameron (R)         |
| John Scott (R)            | 42 (1871–1873)           | Simon Cameron (R)         |
| John Scott (R)            | 43 (1873–1875)           | Simon Cameron (R)         |
| William A. Wallace (D)    | 44 (1875–1877)           | Simon Cameron (R)         |
| William A. Wallace (D)    | 45 (1877–1879)           | Simon Cameron (R)         |
| William A. Wallace (D)    | James Donald Cameron (R) |                           |
| William A. Wallace (D)    | 46 (1879–1881)           |                           |
| John I. Mitchell (R)      | 47 (1881–1883)           |                           |
| John I. Mitchell (R)      | 48 (1883–1885)           |                           |
| John I. Mitchell (R)      | 49 (1885–1887)           |                           |
| Matthew S. Quay (R)       | 50 (1887–1889)           |                           |
| Matthew S. Quay (R)       | 51 (1889–1891)           |                           |
| Matthew S. Quay (R)       | 52 (1891–1893)           |                           |
| Matthew S. Quay (R)       | 53 (1893–1895)           |                           |
| Matthew S. Quay (R)       | 54 (1895–1897)           |                           |
| Matthew S. Quay (R)       | 55 (1897–1899)           | Boies Penrose (R)         |
| Vacante                   | 56 (1899–1901)           | Boies Penrose (R)         |
| Matthew S. Quay (R)       | 56 (1899–1901)           | Boies Penrose (R)         |
| 57 (1901–1903)            |                          | Boies Penrose (R)         |
| 58 (1903–1905)            |                          | Boies Penrose (R)         |
| Philander C. Knox (R)     |                          | Boies Penrose (R)         |
| 59 (1905–1907)            |                          | Boies Penrose (R)         |
| 60 (1907–1909)            |                          | Boies Penrose (R)         |
| George T. Oliver (R)      | 61 (1909–1911)           | Boies Penrose (R)         |
| George T. Oliver (R)      | 62 (1911–1913)           | Boies Penrose (R)         |
| George T. Oliver (R)      | 63 (1913–1915)           | Boies Penrose (R)         |
| George T. Oliver (R)      | 64 (1915–1917)           | Boies Penrose (R)         |
| Philander C. Knox (R)     | 65 (1917–1919)           | Boies Penrose (R)         |
| Philander C. Knox (R)     | 66 (1919–1921)           | Boies Penrose (R)         |
| William E. Crow (R)       | 67 (1921–1923)           | Boies Penrose (R)         |
| David A. Reed (R)         | 67 (1921–1923)           | George Wharton Pepper (R) |
| David A. Reed (R)         | 68 (1923–1925)           | George Wharton Pepper (R) |
| David A. Reed (R)         | 69 (1925–1927)           | George Wharton Pepper (R) |
| David A. Reed (R)         | 70 (1927–1929)           | William S. Vare (R)       |
| David A. Reed (R)         | 71 (1929–1931)           | William S. Vare (R)       |
| David A. Reed (R)         | Joseph R. Grundy (R)     |                           |
| David A. Reed (R)         | James J. Davis (R)       |                           |
| David A. Reed (R)         | 72 (1931–1933)           |                           |
| David A. Reed (R)         | 73 (1933–1935)           |                           |
| Joseph F. Guffey (D)      | 74 (1935–1937)           |                           |
| Joseph F. Guffey (D)      | 75 (1937–1939)           |                           |
| Joseph F. Guffey (D)      | 76 (1939–1941)           |                           |
| Joseph F. Guffey (D)      | 77 (1941–1943)           |                           |
| Joseph F. Guffey (D)      | 78 (1943–1945)           |                           |
| Joseph F. Guffey (D)      | 79 (1945–1947)           | Francis J. Myers (D)      |
| Edward Martin (R)         | 80 (1947–1949)           | Francis J. Myers (D)      |
| Edward Martin (R)         | 81 (1949–1951)           | Francis J. Myers (D)      |
| Edward Martin (R)         | 82 (1951–1953)           | James H. Duff (R)         |
| Edward Martin (R)         | 83 (1953–1955)           | James H. Duff (R)         |
| Edward Martin (R)         | 84 (1955–1957)           | James H. Duff (R)         |
| Edward Martin (R)         | 85 (1957–1959)           | Joseph S. Clark (D)       |
| Hugh D. Scott, Jr. (R)    | 86 (1959–1961)           | Joseph S. Clark (D)       |
| Hugh D. Scott, Jr. (R)    | 87 (1961–1963)           | Joseph S. Clark (D)       |
| Hugh D. Scott, Jr. (R)    | 88 (1963–1965)           | Joseph S. Clark (D)       |
| Hugh D. Scott, Jr. (R)    | 89 (1965–1967)           | Joseph S. Clark (D)       |
| Hugh D. Scott, Jr. (R)    | 90 (1967–1969)           | Joseph S. Clark (D)       |
| Hugh D. Scott, Jr. (R)    | 91 (1969–1971)           | Richard S. Schweiker (R)  |
| Hugh D. Scott, Jr. (R)    | 92 (1971–1973)           | Richard S. Schweiker (R)  |
| Hugh D. Scott, Jr. (R)    | 93 (1973–1975)           | Richard S. Schweiker (R)  |
| Hugh D. Scott, Jr. (R)    | 94 (1975–1977)           | Richard S. Schweiker (R)  |
| H. John Heinz III (R)     | 95 (1977–1979)           | Richard S. Schweiker (R)  |
| H. John Heinz III (R)     | 96 (1979–1981)           | Richard S. Schweiker (R)  |
| H. John Heinz III (R)     | 97 (1981–1983)           | Arlen Specter (R)         |
| H. John Heinz III (R)     | 98 (1983–1985)           | Arlen Specter (R)         |
| H. John Heinz III (R)     | 99 (1985–1987)           | Arlen Specter (R)         |
| H. John Heinz III (R)     | 100 (1987–1989)          | Arlen Specter (R)         |
| H. John Heinz III (R)     | 101 (1989–1991)          | Arlen Specter (R)         |
| H. John Heinz III (R)     | 102 (1991–1993)          | Arlen Specter (R)         |
| Harris Wofford (D)        |                          | Arlen Specter (R)         |
| 103 (1993–1995)           |                          | Arlen Specter (R)         |
| Rick Santorum (R)         | 104 (1995–1997)          | Arlen Specter (R)         |
| Rick Santorum (R)         | 105 (1997–1999)          | Arlen Specter (R)         |
| Rick Santorum (R)         | 106 (1999–2001)          | Arlen Specter (R)         |
| Rick Santorum (R)         | 107 (2001–2003)          | Arlen Specter (R)         |
| Rick Santorum (R)         | 108 (2003–2005)          | Arlen Specter (R)         |
| Rick Santorum (R)         | 109 (2005–2007)          | Arlen Specter (R)         |
| Bob Casey, Jr. (D)        | 110 (2007–2009)          | Arlen Specter (R)         |
| Bob Casey, Jr. (D)        | 111 (2009–2011)          | Arlen Specter (D)         |
| Bob Casey, Jr. (D)        | 112 (2011–2013)          | Pat Toomey (R)            |
| Bob Casey, Jr. (D)        | 113 (2013–2015)          | Pat Toomey (R)            |
| Bob Casey, Jr. (D)        | 114 (2015–2017)          | Pat Toomey (R)            |
| Bob Casey, Jr. (D)        | 115 (2017–2019)          | Pat Toomey (R)            |
| Bob Casey, Jr. (D)        | 116 (2019–2021)          | Pat Toomey (R)            |
| Bob Casey, Jr. (D)        | 117 (2021–2023)          | Pat Toomey (R)            |
| Bob Casey, Jr. (D)        | 118 (2023–2025)          | John Fetterman (D)        |
| David McCormick (R)       | 119 (2023–2025)          | John Fetterman (D)        |